# Tatort: Hydra
Hydra ist ein Fernsehfilm aus der Fernseh-Kriminalreihe Tatort der ARD, des ORF und des SF. Der im Auftrag des WDR von Colonia Media produzierte Film wurde am 11. Januar 2015 erstmals im Fernsehen gesendet; seine Premiere hatte der Film am 15. November 2014 auf dem Kinofest Lünen. Es ist die 931. Folge der Tatort-Reihe und der fünfte Fall der Ermittler Faber, Bönisch, Dalay und Kossik, verkörpert von Jörg Hartmann, Anna Schudt, Aylin Tezel und Stefan Konarske.

## Handlung
Kai Fischer, der Kopf der Dortmunder Neonazi-Szene, wird im Stahlwerk Phoenix-West ermordet aufgefunden. Kai Fischers hochschwangere Frau Tanja vermutet, dass Jedida Steinmann, die Leiterin der Beratungsstelle „Stand up“ gegen rechte Gewalt, mit der Tat zu tun hat. Ein Motiv vermutet Tanja darin, dass auch Steinmanns Mann Opfer eines Mordanschlags geworden ist, bei dem Frau Steinmann nicht nur ihren Mann verlor, sondern auch eine Fehlgeburt durch einen Tritt in den Bauch erlitt. Kai Fischer wurde seinerzeit der Tat verdächtigt, konnte jedoch nicht überführt werden, da allein Indizien für eine Verurteilung nicht ausreichend waren.
Jedida Steinmann wird befragt und verwahrt sich dagegen, mit dem Mord an Fischer etwas zu tun zu haben. So konzentrieren sich die polizeilichen Ermittlungen auf die „Kameraden“ von Fischer, da dort im Rahmen von internen Machtkämpfen ein Tatmotiv liegen könnte. Dafür würden Nils Jacob und auch Stefan Tremmel in Frage kommen, die allerdings ein Alibi vorweisen können. Als gefährlich erweisen sich die Ermittlungen dabei für Kommissarin Nora Dalay: Sie nimmt kein Blatt vor den Mund und verhält sich ungewöhnlich aggressiv, da Rassismus ihr ein Gräuel ist. Wenig später wird sie von einer rechtsradikalen Gruppe überfallen, wobei man ihr ein Hakenkreuz auf den Bauch sprayt. Unter den Tätern erkennt Dalay Tobias Kossik, den Bruder ihres Partners Daniel Kossik, der jedoch versucht, mäßigend auf den Haupttäter einzuwirken. Daniel gerät daraufhin bei seinen Kollegen unter Verdacht, seinen Bruder schützen zu wollen und dadurch die polizeilichen Ermittlungen bewusst zu behindern. Schon bei der nochmaligen Überprüfung der Vorfälle um den Mord an Steinmann kam Bönisch der Verdacht, dass die Neonazis einen Informanten bei der Polizei haben. Der Gedanke, dass Kossik „eine Ratte“ sein könnte, gefällt keinem seiner Kollegen. Um sich zu rehabilitieren, versucht er von seinem Bruder Informationen über die nächsten Aktionen der Neonazigruppe zu bekommen. Das gelingt und so kann ein Angriff auf Jedida Steinmann erfolgreich abgewehrt werden. Die Beteiligten werden zum Verhör gebracht und es kristallisiert sich erneut heraus, dass die Neonazis einen Informanten im Präsidium haben, der sie mit Informationen versorgt. So wird von Staatsanwalt Matuschek bekannt, dass er vom Verfassungsschutz gebeten wurde, Fischer als V-Mann zu gewinnen. Wenn Nils Jacob, Fischers Stellvertreter, davon erfahren haben sollte, wäre das ein Motiv für einen Mord. Umgehend wird dessen Wohnung durchsucht, wobei die Tatwaffe gefunden wird, mit der Kai Fischer erschossen wurde. Jacob behauptet allerdings, dass ihm die Waffe untergeschoben worden sei.
Der Fall scheint gelöst, aber Faber hat Zweifel. Er geht dem Grund für die außergewöhnliche Wahl des Tatorts nach und kommt zu dem Schluss, dass sich Fischer auf dem Gelände des alten Stahlwerks immer mit seinem Informanten getroffen haben dürfte. Bönisch findet ein Foto auf Fischers Handy, das ihn in vertrauter Pose mit ihrem Kollegen Polizeihauptkommissar Hans Krüger zeigt. Damit ist klar, dass er „die Ratte“ ist. Faber will mit ihm sprechen und erfährt, dass er sich noch einmal zum Tatort begeben habe, angeblich, um noch etwas zu klären. Als Faber dort eintrifft, findet er Krüger mit der Waffe in der Hand. In einem Gespräch macht er dem Kollegen klar, dass es sich nicht lohne, sich selbst zu richten. Als Grund für den Mord an Fischer gibt Krüger an, dass er aus Verzweiflung gehandelt habe. Fischer wollte von Krüger den Namen einer neuen Zeugin wissen, da er weder als V-Mann arbeiten, noch ins Gefängnis wollte. Doch den Namen der Zeugin konnte Krüger Fischer nicht sagen, da sonst sofort klar gewesen wäre, dass er die Information weitergegeben habe.

## Produktion und Hintergrund
Der Tatort Hydra wurde vom 11. März 2014 bis zum 10. April 2014 im ehemaligen Hochofenwerk Phoenix-West in Dortmund-Hörde gedreht sowie in Köln.
Privates der Kommissare: Nora hat das Kind, das sie von Daniel erwartete, abgetrieben, was eine Trennung der beiden besiegelte. Martina Bönisch fragt Daniel, der sich in sich zurückgezogen hat, ob er glaube, dass es Nora leichtgefallen sei, dies zu tun nach dem Motto: „Ein Baby mehr oder weniger?“ Es soll ein Denkanstoß sein. Als Nora zu Daniel sagt, sie mache sich Vorwürfe, aber trotzdem sei es die richtige Entscheidung gewesen, das Kind nicht zu bekommen, erwidert er: „Vielleicht für Dich.“
Faber versucht mehr Anschluss an Bönisch zu bekommen, da er immer noch mit dem inhaftierten Täter, der seine Frau und Tochter auf dem Gewissen hat, konfrontiert ist. Auf ihre Frage, ob er ihr nachstelle, antwortet er ausweichend, er versuche nur, nicht durchzudrehen.

## Rezeption

### Kritiken
Christian Buß wertet für Spiegel Online: „Mit feiner Sensorik spüren die Verantwortlichen dieses ‚Tatorts‘ […] den aktuellen Strömungen am rechten Rand nach. Die neuen Bündnisse zwischen Neonazis und Fußball-Hooligans oder das unübersichtliche Zeichensystem der ‚Autonomen Nationalisten‘ kommen hier ebenso vor wie der Fremdenhass im Mantel bürgerlicher Besorgtheit, so wie sie bei der Pegida-Bewegung und ihren Montagsdemos zutage tritt. Ein ‚Tatort‘, der höchste Aufmerksamkeit einfordert. Zumindest am Anfang. Denn leider wird dieser Blick auf die komplizierte, sich verschiebende Emblematik im hell- bis dunkelbraunen Borussen-Revier nicht über die gesamte ‚Tatort‘-Episode durchgehalten. […] Auch die V-Mann-Problematik, die am Ende dieses Neonazi-Krimis angerissen wird, wird mit arg dickem Stift nachgezeichnet. Die Folge Odins Rache, 2004 von Berlin Calling-Regisseur Hannes Stöhr für den WDR und den Kölner ‚Tatort‘ inszeniert, bleibt in der Durchleuchtung der schizophrenen Aspekte dieses Themas unerreicht. Trotzdem: So tief ist schon lange kein TV-Krimi mehr durch den braunen Sumpf gewatet.“
Bei der Neuen Zürcher Zeitung urteilte Silvia Fleck: „Dass es nie zu viel wird, dass die Tuchfühlung nie unangenehm wird, auf die man mit den Figuren geht, ist der Sorgfältigkeit zu verdanken, mit der die Charaktere gezeichnet sind. Für die passende Szenerie, eine stimmige Bildsprache und eine mühelose Entwicklung der Geschichte sorgen die Regisseurin Nicole Weegmann und das Kamerateam rund um Michael Wiesweg.“
Rainer Tittelbach von tittelbach.tv schrieb: „Wie zuletzt in Auf ewig Dein ist das Dortmunder ‚Tatort‘-Quartett auch in Hydra wieder in Top-Form. […] Es ist eine ideale Geschichte für Schauspieler, die ihre Rollen (psycho)physisch interpretieren. […] Klein ihre Rollen, aber nachhaltig der Eindruck auch von Valerie Koch, Natalia Rudziewicz und Emily Cox, die vor allem ihre Gesichter sprechen lassen.“
Holger Gertz von der Süddeutschen verwies darauf, dass es „eine Seltenheit im deutschen Krimi“ sei, dass die Handlungen aufeinander aufbauen würden, was bei dem Dortmunder Team der Falls sei. „Der anfangs nervige Kaputtnik Faber, der seinen Schreibtisch kurz und klein geschlagen [habe], sei inzwischen zu einem halbwegs stabilisierten Quälgeist herangewachsen, der tiefer [sehe] als andere. Weil sein Blick noch immer ein Blick in den Abgrund [sei].“ Weiter führte Gertz aus: „Auch wenn das Schlagwort Pegida im Dortmunder ‚Tatort‘ nicht vorkommt: Hydra hat ein topaktuelles Thema und spielt im Neonazi-Milieu. Und der manische Kommissar Faber bedient alle Sinne. […] Ein paar überfrachtete Dialoge, aber die Figur Faber lohnt das Einschalten. Kein Gut, kein Böse, er will den Fall lösen. Ein unsentimentaler Kommissar, der alle Sinne bedient. Sieht aus, als ob er schlecht röche. Und spricht so, dass es sich anhört wie Eisen, das auf Eisen reibt.“
„Ja, das Dortmunder Team ist kaputt wie kein anderes ‚Tatort‘-Kommissariat. Darin liegt der Reiz. Doch was bringt es, wenn der Fall, zumal bei einem so brisanten, aktuellen Thema, nicht mehr als eine Ansammlung von Versatzstücken bleibt und auch der Regie (Nicole Weegmann) kaum etwas einfällt, um die Geschichte anzutörnen.“ so fasst Christoph Cöln seinen Kommentar zu diesem Tatort zusammen.

### Einschaltquote
Die Erstausstrahlung von Hydra am 11. Januar 2015 wurde in Deutschland von 9,11 Millionen Zuschauern gesehen und erreichte einen Marktanteil von 25,0 % für Das Erste.

### Auszeichnungen
Beim Deutschen Fernsehkrimi-Festival 2015 wurden für diesen Film zwei Sonderpreise an Jörg Hartmann „für die herausragende darstellerische Leistung“ und an Jürgen Werner für das Drehbuch vergeben.